# Neurociência afetiva
Neurociência afetiva é o estudo de como o cérebro processa as emoções. Este campo combina a neurociência com o estudo psicologia da personalidade, da emoção e do humor. A base das emoções e a natureza do que são as emoções continuam sendo temas de debate na neurociência afetiva.
O termo "neurociência afetiva" foi cunhado pelo neurocientista Jaak Panksepp em uma época em que a neurociência cognitiva concentrava-se em aspectos da psicologia que não incluíam a emoção, como a atenção ou a memória.

## Neurociência afetiva
As emoções estão relacionadas à atividade de áreas do Cérebro que direcionam a atenção, motivam o comportamento e auxiliam na tomada de decisões sobre o ambiente. Os estudos iniciais sobre emoções e o cérebro foram conduzidos por Paul Broca, James Papez e Paul D. MacLean Seus trabalhos sugerem que a emoção está relacionada a um conjunto de estruturas no centro do cérebro denominado Sistema límbico. O sistema límbico é composto pelas seguintes estruturas:

### Sistema límbico
- Amígdala – Composta por duas pequenas estruturas arredondadas próximas à região frontal, localizadas próximas aos hipocampos, nos polos do lobo temporal. As amígdala detectam e aprendem quais partes do ambiente possuem importância e significado emocional.[7][8][9] A amígdala é fundamental na produção da Emoção e é especialmente importante para emoções negativas, sobretudo o medo, sendo ativada na presença de ameaças; utiliza memórias passadas para auxiliar na decisão sobre o que está ocorrendo.
- Tálamo – Responsável por integrar sinais sensoriais e motores e enviar essas informações ao córtex cerebral.[10] Participa da regulação do sono e da vigília.[11]
- Hipocampo – Estrutura principalmente envolvida na memória. Atua na formação de novas memórias e na conexão de estímulos sensoriais como visão, olfato e audição com essas memórias, permitindo o armazenamento e a recuperação de memórias de longo prazo.[12]
- Fornix – Principal conexão entre o hipocampo e os Corpos mamilares, importante para funções de memória espacial, memória episódica e funções executivas.[13]
- Corpos mamilares – Estruturas importantes para a Memória relembrativa, localizadas próximas ao Tronco encefálico e ao cérebro.[14]
- Bulbo olfatório – Os bulbos olfatórios são os primeiros nervos cranianos e estão envolvidos no olfato e na memória associada a odores específicos.[15]
- Giro cingulado – Localizado acima do corpo caloso, o giro cingulado desempenha funções relacionadas ao afeto, controle visceromotor, seleção de respostas, processamento visuoespacial e acesso à memória.[16][17] O córtex cingulado anterior é importante para a consciência subjetiva da emoção e para a motivação, enquanto o Córtex cingulado subgenual apresenta maior atividade durante episódios de tristeza e depressão.

Pesquisas demonstram que, embora o sistema límbico seja fundamental para a emoção, outras áreas do Cérebro também desempenham papel importante na produção e processamento da emoção.

### Outras estruturas cerebrais
- Gânglios basais – Grupos de núcleos localizados em ambos os lados do tálamo que desempenham papel importante na motivação, seleção de ações e aprendizado de recompensas.[19]
- Córtex orbitofrontal – Envolvido na tomada de decisões e na compreensão de como a emoção influencia nossas escolhas.[20]
- Córtex pré-frontal – Localizado na parte frontal do Cérebro, regula a emoção e o comportamento ao antecipar consequências, mantendo as emoções ao longo do tempo e organizando ações em direção a objetivos específicos.[21]
  - O córtex pré-frontal ventromedial exerce significativa influência na regulação da emoção, apresentando alta ativação diante de estímulos emocionalmente intensos.[22]
- Estriado ventral – Conjunto de estruturas que desempenham papel na emoção e no comportamento. O núcleo accumbens é importante para a experiência do prazer.[23]
- Córtex insular – Desempenha papel importante nas emoções corporais devido às suas conexões com estruturas que controlam funções automáticas, como frequência cardíaca, respiração e digestão; também está implicada na empatia e na consciência emocional.[24][25]
- Cerebelo – Desempenha papel importante na percepção e atribuição de emoção, podendo modular emoções positivas e reduzir o medo para favorecer a sobrevivência; também regula a resposta a estímulos de recompensa, como dinheiro, drogas e orgasmo.[26][27]
- Córtex pré-frontal lateral – Responsável por auxiliar na consecução de objetivos por meio da supressão de comportamentos prejudiciais ou da seleção de comportamentos produtivos.[28]
- Córtex sensorimotor primário – Envolvido em todas as etapas do processamento emocional, auxiliando na identificação, criação e regulação da emoção após seu surgimento.[29]
- Córtex temporal – Importante no processamento de sons, fala e linguagem, e na compreensão das expressões faciais e das emoções alheias.[30][31]
- Tronco encefálico – Composto por três partes: ascendente (informação sensorial), descendente (informação motora) e moduladora, que integra essas informações permitindo identificar uma emoção.

## Hemisfério direito
Diversas teorias sobre o papel do hemisfério direito na emoção resultaram em modelos de funcionamento emocional. Após observar a diminuição do processamento emocional em lesões no hemisfério direito, C.K. Mills propôs que as emoções estão diretamente relacionadas a esse hemisfério. Em 1992, pesquisadores constataram que a expressão e a compreensão da emoção podem ser controladas por estruturas menores no hemisfério direito. Esses achados fundamentaram a hipótese do hemisfério direito e a hipótese da valência.

### Hipótese do hemisfério direito
Acredita-se que o hemisfério direito seja mais especializado no processamento das emoções do que o esquerdo, estando associado a estratégias mentais não verbais, integradoras e holísticas. Lesões no hemisfério direito podem provocar negligência espacial e demonstram conexão com os sistemas subcorticais de excitação autônoma e atenção.

### Hipótese da valência
Conforme essa hipótese, o hemisfério direito processa principalmente emoções negativas, enquanto o esquerdo processa emoções positivas. Alternativamente, o hemisfério direito pode ser dominante na percepção de emoções, sejam elas negativas ou positivas. Estudos recentes indicam que os lobos frontais de ambos os hemisférios estão ativos na emoção, enquanto os lobos parietal e temporal também a processam. A depressão tem sido associada à redução da atividade no lobo parietal direito e a ansiedade ao aumento dessa atividade.

## Neurociência cognitiva
Embora as emoções façam parte dos processos mentais, a Cognição foi estudada sem considerar a emoção até o final da década de 1990, com foco em processos não emocionais como Memória, Atenção, Percepção, Resolução de problemas e Imaginação. A neurociência cognitiva e a neurociência afetiva emergiram como campos separados para estudar as bases neurais dos processos não emocionais e emocionais, respectivamente, embora seus mecanismos frequentemente se sobreponham.

## Tarefas de neurociência cognitiva em pesquisas de neurociência afetiva

### Tarefa go/não-go emocional
Tarefas do tipo go/não-go emocional são utilizadas para estudar a inibição comportamental e como ela é influenciada pela emoção. Um sinal "ir" instrui o participante a responder rapidamente, enquanto um sinal "não ir" indica que a resposta deve ser inibida; como o sinal "ir" ocorre com maior frequência, pode-se medir a capacidade de inibição sob diferentes condições emocionais. Essa tarefa é comumente empregada junto com neuroimagem em indivíduos saudáveis e em pacientes com transtornos afetivos para identificar funções cerebrais relacionadas à regulação emocional.

### Stroop emocional
Adaptado do Stroop, o teste Stroop emocional mede a atenção direcionada a estímulos com conteúdo afetivo. Nesta tarefa, os participantes devem nomear a cor da tinta das palavras, ignorando seus significados. Em geral, nomear a cor de palavras neutras resulta em respostas mais rápidas, e a atenção seletiva a palavras com conteúdo afetivo, frequentemente associadas a transtornos psicológicos, é avaliada com essa tarefa.

### Tarefa de faces de Ekman
A tarefa de faces de Paul Ekman é usada para medir o reconhecimento de seis emoções básicas. São apresentadas fotografias em preto e branco de 10 atores (6 homens e 4 mulheres), cada um exibindo cada emoção. Os participantes devem responder rapidamente com o nome da emoção mostrada. Esta tarefa é comum para investigar déficits na regulação emocional em pacientes com Demência, Doença de Parkinson e outros transtornos degenerativos.

### Paradigma do ponto emocional
O paradigma do ponto é utilizado para avaliar a atenção visual seletiva e a dificuldade em desviar a atenção de estímulos afetivos. Neste paradigma, um sinal de fixação aparece no centro de uma tela, seguido da apresentação simultânea de um estímulo emocional e um neutro dispostos lado a lado; em seguida, um ponto surge atrás de um dos estímulos. O tempo de resposta do participante para identificar o ponto é medido, permitindo determinar a qual estímulo a atenção estava direcionada pela diferença no tempo de resposta entre as condições congruente e incongruente.
Pesquisas com este paradigma evidenciam que indivíduos ansiosos respondem mais rapidamente em condições congruentes, indicando vigilância à ameaça ou dificuldade em desviar a atenção de estímulos ameaçadores.

### Startle potenciado pelo medo
O startle potenciado pelo medo é utilizado como índice psicofisiológico da reação de medo em animais e humanos. Geralmente, avalia-se a magnitude do reflexo de piscar, medido por Eletromiografia, que é uma resposta defensiva automática a um estímulo abrupto, servindo como indicador objetivo do medo. Paradigmas típicos de startle potenciado pelo medo envolvem a apresentação de ruídos intensos ou flashes de luz enquanto o indivíduo atenta a determinados estímulos, demonstrando que a resposta de startle a um estímulo é amplificada em condições de ameaça, como ao caminhar por uma área perigosa à noite ou diante da ameaça de receber um choque. Estudos demonstram que pacientes com Transtorno de estresse pós-traumático apresentam respostas de startle amplificadas tanto a sinais de perigo quanto a sinais neutros ou de segurança.

## Aprendizado
A afeição desempenha diversos papéis no aprendizado, pois um forte vínculo emocional com um tema permite uma compreensão mais profunda do conteúdo, favorecendo a aprendizagem e sua manutenção. As emoções evocadas durante a leitura influenciam a compreensão; por exemplo, alguém que se sente triste entende melhor um trecho com tom triste do que quem se sente feliz. A emoção pode ser incorporada ou percebida por meio de palavras ou expressões faciais, e estudos com Ressonância magnética funcional demonstram que a mesma área do cérebro é ativada ao sentir e ao observar o nojo. Em contextos de aprendizagem, a expressão facial do professor pode influenciar a aquisição da linguagem, facilitando o entendimento de vocabulários e a compreensão de textos.

## Modelos
A base neurobiológica da emoção ainda é objeto de debate. A existência e os atributos das emoções básicas permanecem questões antigas e não resolvidas na Psicologia. Pesquisas sugerem que a existência neurobiológica de emoções básicas é viável e heurística, aguardando alguma reformulação.

### Emoções básicas
Abordagens que seguem essa linha afirmam que categorias emocionais – como felicidade, tristeza, medo, raiva e nojo – são módulos biológicos fundamentais que não se decompõem em componentes psicológicos mais simples. Segundo esses modelos, todos os estados mentais de uma categoria emocional podem ser consistentemente localizados em uma região específica ou em uma rede definida do cérebro. Cada categoria emocional também compartilha características universais, como padrões faciais, respostas fisiológicas, experiência subjetiva e pensamentos e memórias associados.

### Abordagens construcionistas psicológicas
Essa perspectiva propõe que emoções, como felicidade, tristeza, medo, raiva e nojo, são estados mentais construídos que emergem da interação entre diferentes sistemas cerebrais, tais como os responsáveis pela linguagem e pela atenção. De acordo com essa visão, as emoções emergem quando redes neurais que suportam operações psicológicas interagem, produzindo padrões distribuídos de ativação no cérebro.

## Envelhecimento
Embora se associe o envelhecimento ao declínio das funções mentais, a regulação emocional não sofre esse mesmo comprometimento. Adultos mais velhos tendem a manter e melhorar seu bem-estar emocional, utilizando habilidades de regulação que lhes proporcionam maior satisfação na vida.

### Papel do córtex pré-frontal ventromedial na regulação emocional de adultos mais velhos
O Córtex pré-frontal ventromedial exerce grande influência na regulação da emoção, sobretudo diante de estímulos de alta intensidade emocional. Em comparação com outras áreas do córtex pré-frontal, essa região perde volume em ritmo muito inferior, preservando as capacidades de regulação emocional mesmo com o envelhecimento. Além disso, o Córtex cingulado anterior estabelece conexões importantes com o córtex pré-frontal ventromedial para reavaliar emoções negativas de forma mais positiva, característica observada em adultos mais velhos em contraste com os mais jovens.

### Neuropsicologia das diferenças na regulação emocional de adultos mais velhos
Embora a maioria das funções cognitivas decline com a idade, a capacidade de regular as emoções pode melhorar. Um estudo de Carstensen e colaboradores (2000) constatou que, com o avanço da idade, aumenta a habilidade de regular as emoções. Contudo, apesar de apresentarem melhor regulação emocional, adultos mais velhos podem ter instabilidade nas emoções negativas em comparação com a estabilidade das emoções positivas.

### Teorias da regulação emocional no envelhecimento

#### Método passivo de regulação emocional
Adultos mais velhos tendem a lidar com situações emocionais intensas de maneira mais passiva em comparação com adultos mais jovens e de meia-idade, recorrendo mais às habilidades de resolução de problemas adquiridas ao longo da vida. Essa mudança reflete uma preferência por manter um afeto mais positivo; a frequência de emoções negativas diminui até aproximadamente os 60 anos, quando se estabiliza, embora a intensidade das emoções não varie e a satisfação emocional permaneça elevada.

#### Teoria da seletividade socioemocional
Teoria da seletividade socioemocional propõe que adultos mais velhos desenvolvem melhores habilidades de regulação emocional devido à densificação de suas redes sociais e à priorização de interações que promovem um afeto positivo.

## Meta-análises
Uma meta-análise é uma abordagem estatística que sintetiza resultados de múltiplos estudos. Os estudos incluídos investigaram adultos saudáveis não medicados e utilizaram análises de subtração para identificar áreas do Cérebro mais ativas durante o processamento emocional em comparação com uma condição neutra.

### Phan et al. 2002
Na primeira meta-análise de neuroimagem da emoção, Phan e colaboradores analisaram 55 estudos publicados entre janeiro de 1990 e dezembro de 2000 para determinar se as emoções de medo, tristeza, nojo, raiva e felicidade estavam consistentemente associadas à atividade em regiões específicas do Cérebro. Todos os estudos utilizaram Ressonância magnética funcional ou Tomografia por emissão de pósitrons para investigar o processamento emocional. Os autores tabularam o número de estudos que relataram ativações em determinadas regiões e aplicaram testes de qui-quadrado. Na Amígdala, 66 por cento dos estudos de medo relataram atividade, em comparação com cerca de 20 por cento para felicidade e 15 por cento para tristeza, sem ativações relatadas para raiva ou nojo. No córtex cingulado subcalloso, 46 por cento dos estudos de tristeza relataram atividade, comparado com cerca de 20 por cento para felicidade e raiva. Esse padrão foi raro, havendo outros padrões em regiões límbicas, paralímbicas e uni/heteromodais.

### Murphy et al. 2003
Murphy e colaboradores analisaram 106 estudos publicados entre janeiro de 1994 e dezembro de 2001 para examinar a especialização regional de emoções discretas – medo, nojo, raiva, felicidade e tristeza. Foram empregadas estatísticas tridimensionais de teste de Kolmogorov–Smirnov para comparar os padrões de ativação espacial, identificando regiões específicas para cada categoria emocional. Esse padrão foi observado na Amígdala com medo (cerca de 40 por cento dos estudos), na Ínsula com nojo (cerca de 70 por cento), no Globo pálido com nojo (cerca de 70 por cento) e no Córtex orbitofrontal lateral com raiva (80 por cento). Outras regiões, como o Córtex pré-frontal medial dorsal e o Córtex cingulado anterior rostral, apresentaram atividade consistente em todas as emoções, variando de 20 a 50 por cento.

### Barrett et al. 2006
Barrett e colaboradores examinaram 161 estudos publicados entre 1990 e 2001, comparando a consistência e especificidade dos padrões neurais para cada emoção básica. Regiões que apresentavam aumento de atividade em relação a uma condição neutra foram consideradas consistentes, enquanto padrões específicos eram definidos por circuitos diferenciados para cada emoção. Os resultados apoiaram as meta-análises anteriores, mostrando aumento consistente da atividade da Amígdala no medo e do Córtex cingulado anterior na tristeza, embora essas ativações não fossem exclusivas. Para raiva e felicidade, não foram observadas ativações consistentes ou específicas. Essa análise introduziu o conceito dos elementos básicos da vida emocional em termos de dimensões como aproximação e retirada.

### Kober et al. 2008
Kober revisou 162 estudos de neuroimagem publicados entre 1990 e 2005 para determinar se regiões específicas eram ativadas durante a experiência direta da emoção e na percepção de emoção em outras pessoas. O estudo identificou seis grupos funcionais com padrões de ativação semelhantes, os quais também podem estar envolvidos no processamento visual e na atenção a sinais emocionais.
| Emoção     | Pico                                                                       | Regiões |
| ---------- | -------------------------------------------------------------------------- | --- |
| Felicidade | Giro temporal superior direito, córtex cingulado anterior rostral esquerdo | 9 aglomerados cerebrais |
| Tristeza   | Giro frontal medial esquerdo                                               | 35 aglomerados, especialmente no giro frontal medial esquerdo, giro temporal médio direito e giro frontal inferior direito |
| Raiva      | Giro frontal inferior esquerdo                                             | 13 aglomerados, com giro frontal inferior bilateral e giro parahipocampal direito                                          |
| Medo       | Amígdala esquerda                                                          | 11 aglomerados, incluindo a amígdala esquerda e o putâmen esquerdo                                                         |
| Nojo       | Ínsula direita e giro frontal inferior direito                             | 16 aglomerados, com putâmen direito e ínsula esquerda                                                                      |

### Vytal et al. 2010
Vytal e colaboradores examinaram 83 estudos de neuroimagem publicados entre 1993 e 2008 para investigar se as evidências suportam a existência de emoções básicas discretas – medo, raiva, nojo, felicidade e tristeza. Foram realizadas análises de consistência, comparando mapas de probabilidade de ativação gerados a partir de dados reais com mapas de permutações aleatórias, e análises de discriminabilidade por contrastes par a par. Padrões consistentes e discrimináveis foram observados para as cinco categorias.
| Emoção     | Pico                                                                       | Regiões |
| ---------- | -------------------------------------------------------------------------- | --- |
| Felicidade | Giro temporal superior direito, córtex cingulado anterior rostral esquerdo | 9 aglomerados cerebrais |
| Tristeza   | Giro frontal medial esquerdo                                               | 35 aglomerados, especialmente no giro frontal medial esquerdo, giro temporal médio direito e giro frontal inferior direito |
| Raiva      | Giro frontal inferior esquerdo                                             | 13 aglomerados, com giro frontal inferior bilateral e giro parahipocampal direito                                          |
| Medo       | Amígdala esquerda                                                          | 11 aglomerados, incluindo a amígdala esquerda e o putâmen esquerdo                                                         |
| Nojo       | Ínsula direita, giro frontal inferior direito                              | 16 aglomerados, com putâmen direito e ínsula esquerda                                                                      |

### Lindquist et al. 2012
Lindquist e colaboradores revisaram 91 estudos de PET e fMRI publicados entre janeiro de 1990 e dezembro de 2007, nos quais métodos de indução foram usados para evocar medo, tristeza, nojo, raiva e felicidade. O objetivo foi comparar as abordagens de emoções básicas com as abordagens construcionistas. Constatou-se que muitas regiões eram ativadas de forma consistente ou seletiva para cada emoção, mas nenhuma região demonstrou especificidade funcional exclusiva para uma emoção. Os autores sugerem que áreas tradicionalmente associadas a certas emoções podem, na verdade, corresponder a diferentes categorias, com evidências de que a Amígdala, a Ínsula anterior e o Córtex orbitofrontal contribuem para o afeto central, isto é, sensações de prazer ou desprazer.
| Região               | Papel                                                                                             |
| -------------------- | ------------------------------------------------------------------------------------------------- |
| Amígdala             | Identifica se a informação sensorial externa é relevante, nova ou evoca incerteza                 |
| Ínsula anterior      | Responsável por descrever os sentimentos afetivos centrais, impulsionados por sensações corporais |
| Córtex orbitofrontal | Orienta o comportamento combinando informações sensoriais do corpo e do ambiente                  |

O Córtex cingulado anterior e o Córtex pré-frontal dorsolateral desempenham papel fundamental na atenção, estreitamente ligada ao afeto central, enquanto o Córtex pré-frontal ventrolateral – que suporta a linguagem – mostra ativação consistente durante a percepção e experiência emocional.

## Leituras complementares
- Davidson, R.J.; Irwin, W. (1999). «A neuroanatomia funcional da emoção e do estilo afetivo». Trends in Cognitive Sciences. 3 (1): 11–21. PMID 10234222. doi:10.1016/s1364-6613(98)01265-0
- Panksepp, J. (1992). «Um papel crítico para a neurociência afetiva na resolução do que é básico nas emoções básicas». Psychological Review. 99 (3): 554–560. PMID 1502276. doi:10.1037/0033-295x.99.3.554
- Harmon-Jones E e Winkielman P, organizadores. Neurociência social: integrando explicações biológicas e psicológicas do comportamento social. New York: Guilford Publications.
- Cacioppo J.T. e Berntson G.G. Neurociência social. Psicologia Press.
- Cacioppo J.T., Tassinary L.G. e Berntson G.G. Manual de psicofisiologia. Cambridge University Press.
- Panksepp J. (1998) Neurociência afetiva: as bases das emoções humanas e animais. Oxford University Press.
- Cérebro e Cognição, vol. 52, nº 1, pp. 1–133 (junho de 2003), edição especial sobre neurociência afetiva.